# 布蘭登堡的路德維希
布蘭登堡的路德維希（德語：Ludwig von Brandenburg，1666年7月8日—1687年4月7日），布蘭登堡選侯腓特烈·威廉的第三子。
1681年，路德維希與拉齊維烏家族的柳德薇卡·卡羅琳娜結婚，兩人沒有子女。1687年路德維希因不明原因突然去世，年僅20歲。